# Toshiki Onozawa
Toshiki Onozawa (japanisch 斧澤 隼輝 Onozawa Toshiki; * 2. Juni 1998 in der Präfektur Nagasaki) ist ein japanischer Fußballspieler auf der Position eines Mittelfeldspielers.

## Karriere
Onozawa begann in der Jugendmannschaft von Cerezo Osaka und unterschrieb dort 2016 seinen ersten Vertrag. Der Verein spielte in der zweithöchsten Liga des Landes und stieg in der Saison 2016 in die J1 League auf. 2018 und 2029 spielte er für die U23-Mannschaft in der dritten Liga. Hier bestritt er 64 Ligaspiele. 2017 gewann Onozawa mit dem Verein den J.League Cup und den Kaiserpokal. Den japanischen Supercup gewann er mit Cerezo 2018. 2020 wechselte er zum Zweitligisten Giravanz Kitakyushu und stieg in der Saison 2021 mit dem Verein aus Kitakyūshū als Tabellenvorletzter in die dritte Liga ab. Nach dem Abstieg verließ er den Klub und schloss sich dem Viertligisten FC Tiamo Hirakata an. Mit dem Verein aus Hirakata spielte er 47-mal in der Liga. Nach drei Spielzeiten verließ er den Verein und schloss sich im Januar 2025 dem Viertligaaufsteiger Asuka FC an.

## Erfolge
Cerezo Osaka
- Japanischer Ligapokalsieger: 2017
- Japanischer Pokalsieger: 2017
- Japanischer Supercup-Sieger: 2018